# Pascualcobo
Pascualcobo es un municipio de España, en la provincia de Ávila, comunidad autónoma de Castilla y León. Pertenece al partido judicial de Piedrahíta. Tiene una superficie de 16,14 km², con una población de 42 habitantes y una densidad de 2,60 hab/km².

## Geografía
Situado a unos 62 km de la capital, se llega por la carretera provincial (AV-110) que desde Ávila pasa por los pueblos de Martiherrero, Chamartín, Cillán, Muñico, Gallegos de Sobrinos y Cabezas del Villar, hasta enlazar con la carretera C-610, dirección a Piedrahíta, pasa por San Miguel de Serrezuela y, tras atravesar este último, a unos 2 km se encuentra Pascualcobo. Por su término municipal discurren los ríos Gamo y Gudín (o Agudín), además de ser cruzado por la Cañada Real Soriana Occidental. Otra forma de acceder a la localidad es desde la N-110. Tras pasar el Puerto de Villatoro y desviándose hasta la localidad de Villanueva del Campillo. Desde esta localidad sale un camino rural asfaltado de unos 12 kilómetros que lleva directamente hasta Pascualcobo.

### Naturaleza
Tiene un alto interés en fauna, especialmente de rapaces, estando su término clasificado en Europa como ZEPA (Zona de especial protección para las aves) Es de destacar, además, entre la fauna salvaje la presencia de abundante jabalí y tampoco es infrecuente la presencia de lobos.
Respecto a la flora, la encina es el árbol predominante. Cuenta Pascualcobo con un viejo encinar en su término donde se pueden apreciar numerosos ejemplares milenarios. Con menor presencia se hallan también chopos, fresnos, rebollos, robles, 
negrillos. Este terreno montañoso encuentra en las distintas especies de tomillo y piornal sus mejores aliados para fijar la tierra sobre su casco silíceo, ya que la roca representativa es el granito que conforma el enorme berrocal que es la Sierra de Ávila.

## Historia
Hasta el último cuarto del siglo XX la actividad predominante fue la agrícola, mayormente de los cereales, como complemento económico también ocupaba un importante lugar la cría de ganado ovino, caprino y, en menor medida vacuno. Además existían multitud de pequeños huertos para el consumo doméstico. 
Actualmente el sector económico más importante es la ganadería, sobre todo de ovino y vacuno habiendo desaparecido la mayoría de huertos. Sus pastos están clasificados como de "Alta montaña".

## Demografía
Pascualcobo cuenta con una población de 39 habitantes (INE 2024).
| Gráfica de evolución demográfica de Pascualcobo entre 1842 y 2021                                                     |
| |
| Población de derecho según los censos de población del INE. Población de hecho según los censos de población del INE. |

## Patrimonio

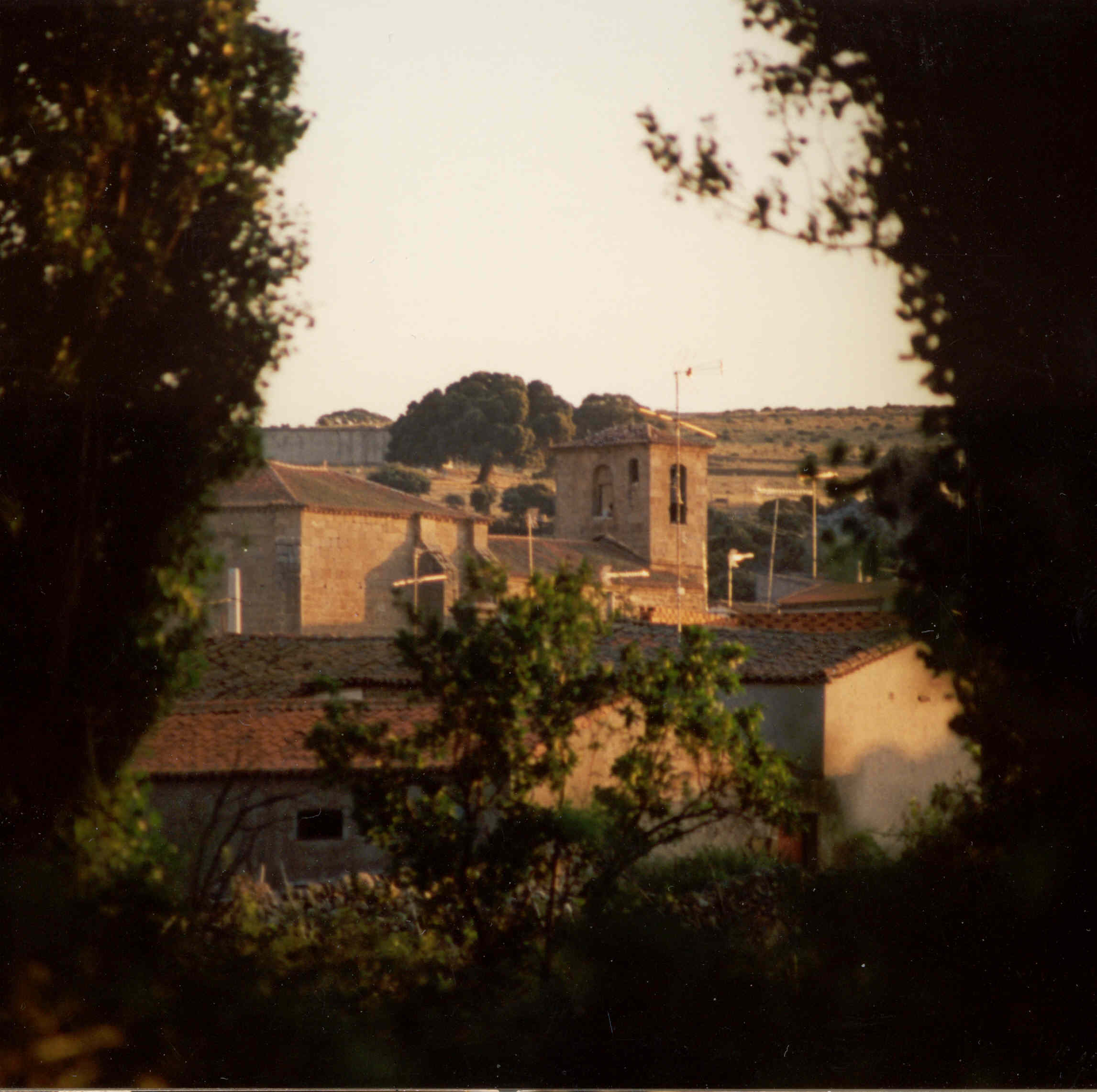
Iglesia de Pascualcobo

La iglesia fue terminada de construir en 1731, su estilo arquitectónico está entre el neo-románico y el neo-gótico. Para sufragar la construcción del templo el Ayuntamiento enajenó parte de su término municipal. 
En la nave principal de la iglesia dominan los arcos de medio punto culminando en una bóveda de crucería. 
El retablo es neo-barroco, con columnas corintias y coronado con la hornacina dedicada al cristo crucificado. 
En la hornacina central encontramos a San Pedro Apóstol, ya que la iglesia está advocada a él. 
En las hornacinas laterales encontramos al patrono de la localidad San Antonio de Padua y al fundador de su orden, San Francisco de Asís.

## Cultura

### Fiestas
Como fiestas locales están marcadas el 3 de febrero (San Blas) y la festividad principal que es la que se celebra el día 13 de junio en honor a San Antonio de Padua. Desde 1996 esta fiesta se repite durante el primer fin de semana de agosto ya que es la época de mayor afluencia de pascualcobeños y visitantes al pueblo.